# Fossilium

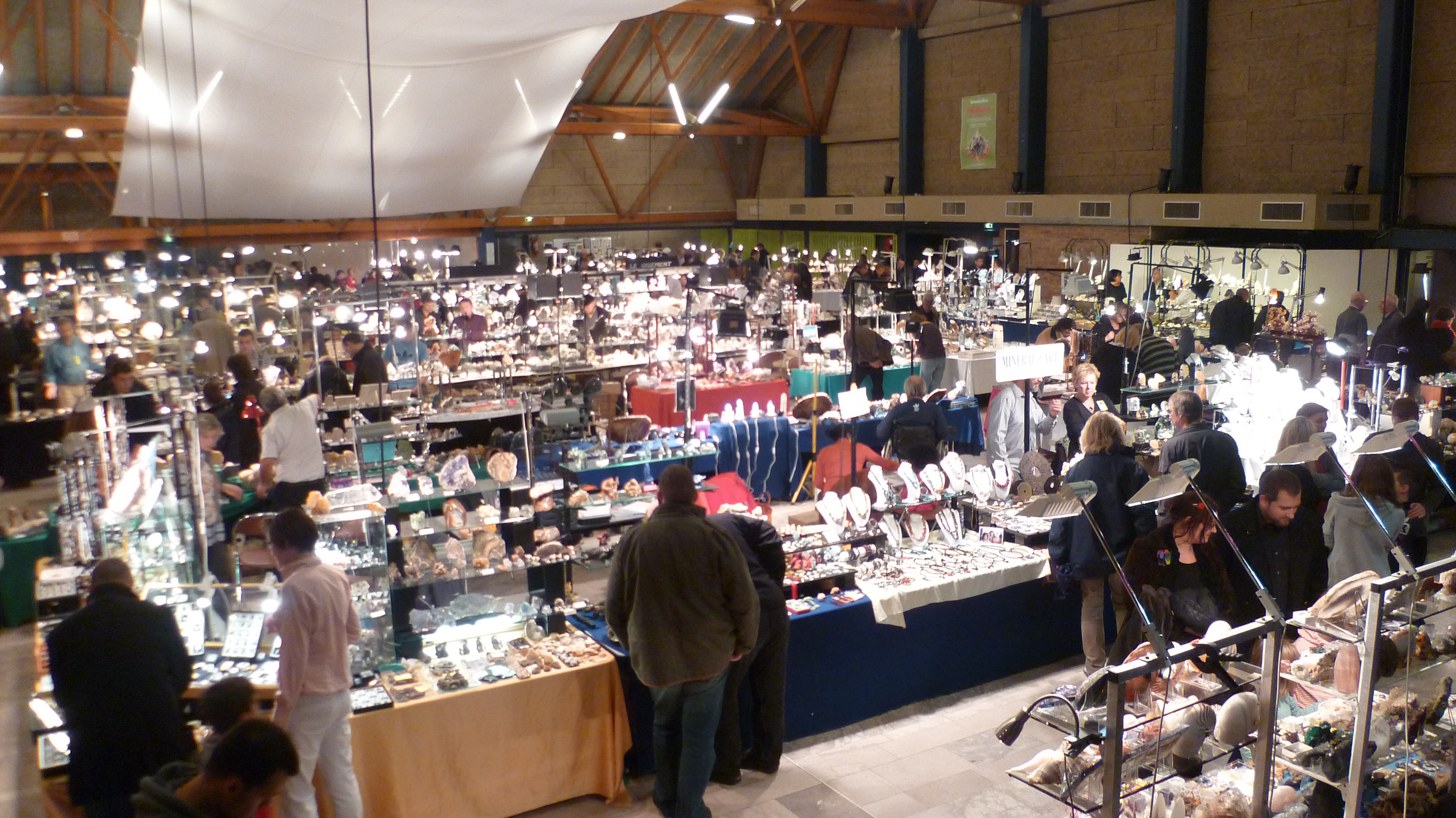
Fossilium, le 11 novembre 2012

Fossilium est une bourse aux minéraux et fossiles, qui a lieu à l'espace Concorde de Villeneuve-d'Ascq le deuxième week-end de novembre depuis 40 ans. La première édition de Fossilium a eu lieu en 1982 à la Halle Canteleu car l'Espace Concorde était en construction. L'édition 2012 fut la 28e. L'édition 2022, 36e édition, a lieu du 11 au 13 novembre. 
Outre les minéraux et fossiles qui constituent le cœur de cette manifestation culturelle, une exposition thématique est organisée chaque année, au cours de laquelle des animaux vivants peuvent parfois être présentés (serpents, mygales, fourmis...), voire consommés. Parmi les thèmes traités : les monstres, les insectes, les dinosaures, la préhistoire...
L'exposition rassemble généralement entre 50 et 60 exposants, pour quelques milliers de visiteurs. Elle serait la deuxième bourse aux minéraux et fossiles de France pour ce qui est « de la fréquentation, de l'efficacité et de l'ambiance », après celle de Sainte-Marie-aux-Mines en Alsace. Fossilium est organisé par l'office de tourisme de Villeneuve-d'Ascq.